# Puncta extraordinaria
Puncta extraordinaria (z łac. „niezwykłe miejsca”) albo nequdot (z hebr. ‏„kropki”‎) – 15 miejsc w tekście masoreckim Biblii hebrajskiej zaznaczonych i wyróżnionych przez soferów kropkami nad i jeden raz (Ps 27,13) pod literami. Są jednym z kilku rodzajów różnych nieregularności w tekście masoreckim, jednak same w sobie nie są efektem działania masoretów, ale należały już do tekstu, który do nich dotarł i który chcieli przekazać dalej. Jako nieregularności są komentowane w tekstach z epoki masoretów, a nawet już wcześniej. Zainteresowanie nimi wiąże się z faktem, że niektóre z tych nieregularności mają wpływ na tłumaczenie tekstu.
Kropki występują nad jedną lub więcej literami pojedynczego słowa. Tylko raz zdarza się to dla grupy słów (Pwt 29,29).

## Występowanie
Lista puncta extraodinaria według Biblia Hebraica Stuttgartensia. Wszystkie 15 miejsc odnotowano w uwagach masora magna do tekstu masoreckiego Księgi Liczb 3:39. Występowanie jakichkolwiek nieregularności w tekście masoreckim różni się w poszczególnych manuskryptach i kodeksach, a ich ilość i umiejscowienie nie jest stałe.
- Rodzaju 16,5 — וביניׄך
- Rodzaju 18,9 — אׄלׄיׄוׄ

„Zapytali go” – zaznaczone „go”. Niektórzy twierdzą, że kropki zostały omyłkowo wstawione.
- Rodzaju 19,33 — ובקוׄמה

zaznaczony jedna litera „ani kiedy wstała”
- Rodzaju 33,4 — וׄיׄשׁׄקׄהׄוׄ

„i go ucałował” – TM, Sam, LXXBagster i vg. Masora wskazuje, że te słowa powinny być prawdopodobnie pominięte. Wydania BHK i BHS sugerują, że zostały one prawdopodobnie dodane do tekstu.
- Rodzaju 37,12 — אׄתׄ

„trzodę swego ojca” – TM, LXX, syrp, vg. Masora wskazuje, że są to słowa wątpliwe i powinny być pominięte.
- Liczb 3,39 — וׄאׄהׄרׄן

„i Aaron” – TM, LXX, vg. Zwrot pominięty przez Sam, syrp i jedenaście hebrajskich mss.
- Liczb 9,10 — רחׄקהׄ

„daleką podróż” – zaznaczona ostatnia litera słowa „daleką”, co wskazuje, że czytanie jest wątpliwe.
- Liczb 21,30 — אשׁרׄ

prawdopodobnie ostatnia litera (nad którą występuje kropka) powinna zostać opuszczona, tak w LXX i Sam.
- Liczb 29,15 — ועשׂרוןׄ

„i jedną dziesiątą miary” masora wskazuje, że należy ten werset czytać jak 29,4.
- Powtórzonego Prawa 29,29 (BT 29,28) — לׄנׄוׄ וׄלׄבׄנׄיׄנׄוׄ

w kodeksach A oraz B19A oznaczone słowa „do nas i do naszych synów”, w kodeksie A pierwsza spółgłoska przyimka „do” została oznaczona. Jednak te słowa znajdują się w przedmasoreckim rękopisie LXX P. Fouad Inv. 266 pochodzącym z I wieku p.n.e.
- 2 Samuela 19,20 — יׄצׄאׄ
- Psalm 27,13 — לׅׄוׅׄלׅׄאׅׄ

„Gdybym w to nie wierzył” – tekst pominięty przez LXX, syrp, vg i przez pięć hebrajskich mss.
- Izajasza 44,9 — הׄמׄהׄ
- Ezechiela 41,20 — הׄהׄיׄכׄלׄ

ostatnie słowo wersetu, które jest takie samo jak pierwsze następującego po nim – najprawdopodobniej jako skutek błędu dittografii
- Ezechiela  46,22 — מׄהׄקׄצׄעׄוׄתׄ

## Znaczenie
Właściwe znaczenie tych znaków jest dyskusyjne. Podano kilka różnych możliwych wyjaśnień.
Trudno jednak znaleźć jedno, które by pasowało do wszystkich tych przypadków. Jednym z najczęściej przyjmowanych wyjaśnień jest propozycja Yeivina podzielenia puncta na 3 grupy:
1. kropki oznaczają litery, które powinny zostać usunięte (taki sposób oznaczania znajdowany jest rzeczywiście już we wczesnych kodeksach i w zwojach znad Morza Martwego)
2. kropki oznaczają jakąś wątpliwość co do tradycji tekstualnej
3. kropki odnoszą się do komentarza w midraszu, a nie do samego tekstu, w takim przypadku mają podkreślać jakiś szczególny możliwy rodzaj interpretacji danego słowa

Niektórzy dodają do nich jeszcze czwarty rodzaj: słowa otrzymały kropki ze względu na jakieś wątpliwości doktrynalne.
Są też tacy, którzy twierdzą, że punkty te zostały oznaczone jako ochrona przed usunięciem przez kopistów fraz w tekście hebrajskim, które na pierwszy rzut oka i po porównaniu z równoległymi fragmentami Pisma Świętego wydawały się być zbędne.
Żadne z tych wyjaśnień nie wydaje się wystarczające i aktualny stan badań nie pozwala z całą pewnością określić, dlaczego akurat te kilkanaście słów zostało oznaczonych kropkami, szczególnie biorąc pod uwagę, że różnych wątpliwości w tekście masoreckim jest o wiele więcej i są inne sposoby ich oznaczania (np. najpopularniejsze qerê – ketîb).
Dla uczonych zgodność pomiędzy różnymi manuskryptami w umiejscowieniu tak małych szczegółów w tekście jak puncta jest ważnym znakiem wewnętrznej integralności wszystkich tekstów z rodziny masoreckiej, a dla niektórych nawet istotnym argumentem za pochodzeniem wszystkich kopii tekstu masoreckiego od jednego wspólnego „przodka”.